# Castalina
Castalin es un elagitanino. Se puede encontrar en la madera de roble y en Melaleuca quinquenervia leaves.